# Henryk Ficek (sportowiec)
Henryk Ficek (ur. 1954, zm. 18 stycznia 2013 w Koszalinie) – polski trener taekwondo i popularyzator tego sportu w Polsce.

## Życiorys
Należał do założycieli Polskiego Związku Taekwon-Do (ITF), w którym d 1997 pełnił funkcję członka Zarządu. Był prezesem zarządu i głównym szkoleniowcem Koszalińskiego Klubu Sportowego „Bałtyk” Koszalin. W latach 1982–1984 i 1987–1992 pełnił funkcję trenera reprezentacji Polski mężczyzn Taekwon-Do. W tym czasie między innymi jego wychowanek Krzysztof Pajewski wywalczył podczas VI Mistrzostw Świata Taekwon-Do w Budapeszcie na Węgrzech w 1988 roku, pierwszy w historii Polski złoty medal MŚ w kategorii wagowej do 71kg. Wśród jego wychowanków byli również między innymi: Krzysztof Sommerfeld, Dariusz Skiba, Rafał Bożemski, Andrzej Papis, Ireneusz i Mirosław Graczyk czy Mirosław Mituniewicz.
Ficek był również organizatorem imprez sportowych w tym między innymi VII Mistrzostw Europy Seniorów w 1992 r., oraz I Drużynowego Pucharu Europy Taekwon-Do w 1996 r.
Od 1998 związany był z Polskim Związkiem Taekwondo Olimpijskiego.
Zmarł 18 stycznia 2013 w i został pochowany na Cmentarzu Komunalnym w Koszalinie.